# Gaston Paris
Gaston Paris (ur. 9 sierpnia 1839 w Avenay, zm. 6 marca 1903 w Cannes) – francuski filolog.

## Życiorys
Studiował na uniwersytetach w Niemczech, m.in. w Bonn pod kierunkiem Friedricha Dieza, i w École des Chartes w Paryżu. W 1866 został profesorem francuskiej literatury średniowiecznej w Collège de France, zastępując tam swojego ojca. Swoimi pracami przyczynił się do rozwoju badań filologicznych, szczególnie nad średniowieczną literaturą francuską, m.in. poezją i legendami. Od 1876 był członkiem Académie des Inscriptions, a od 1896 Akademii Francuskiej. Był zwolennikiem tzw. tradycjonalistycznej teorii powstania poezji chansons de geste, których genezę wiązał z istnieniem ustnej tradycji poetyckiej sięgającej czasów karolińskich. Znany był z olbrzymiej erudycji i wzorowej dokładności w badaniach, podejmował także wysiłki, by przedstawić wyniki badań w formie nadającej się dla szerokiej grupy odbiorców.